# Clavulinopsis helvola
Clavaire jaunâtre, Clavaire blonde, Clavaire lumineuse
Pour les articles homonymes, voir Clavaire jaunâtre.
Espèce
Clavulinopsis helvola, de son nom vernaculaire la Clavaire jaunâtre, est un champignon agaricomycète du genre Clavulinopsis et de la famille des Clavariaceae.

## Taxonomie
Clavulinopsis helvola (Pers.) Corner 1950

### Basionyme
Clavaria helvola Pers. [as 'helveola'] 1797

### Synonymes
- Clavaria dissipabilis Britzelm. 1887 (synonym)
- Clavaria flammans Berk. 1873 (synonym)
- Clavaria helvola Pers. 1797 (synonym)
- Clavaria helvola helvola Pers. 1797 (synonym)
- Clavaria inaequalis var. helvola (Pers.) Fr. 1828 (synonym)
- Clavaria similis Boud. & Pat. 1888 (synonym)
- Donkella helvola (Pers.) Malysheva & Zmitr. 2006 (synonym)
- Ramariopsis helvola (Pers.) R.H. Petersen 1978 (synonym)

## Comestibilité
Sans intérêt car trop petite.